# Chromophobie
La  chromophobie est le rejet des couleurs. Le terme en lui-même s'emploie en biologie depuis les dernières années du XIXe siècle.
En tant que phénomène psychologique, la phobie des couleurs ou chromophobie n'est pas attestée : on n'a décrit que des cas de phobie de couleurs particulières, comme le rouge (porphyrophobie).
Des auteurs écrivant contre la discrimination raciale l'avaient déjà traitée de (chromo) phobie, afin de dénoncer son caractère pathologique. Des historiens comme Michel Pastoureau ou Jacques Le Goff emploient le terme en histoire de l'art chrétien pour désigner le débat théologique entre les partisans de la sobriété dans l'usage des couleurs, opposés aux chromophiles, d'opinion contraire.

## Biologie
En biologie cellulaire, les cellules  « chromophobes  » sont des cellules qui n'attirent pas l'hématoxyline, et sont associées à la chromatolyse.

## Pathologie
L'aversion pathologique pour une couleur en particulier ou les couleurs en général, « chromophobia » ou « chromatophobie », est une phobie rare. On a toutefois pu étudier les réactions psychologiques et même hormonales normales aux couleurs. La chromophobie est généralement une réponse conditionnée[réf. nécessaire].
Il existe des noms spécifiques pour la peur de certaines couleurs, comme l'érythrophobie ou porphyrophobie pour la peur du rouge qui peut s'associer à l'hématophobie qui est la peur du sang. Dans le film Pas de printemps pour Marnie d'Alfred Hitchcock, le personnage principal a une aversion pour la couleur rouge, causée par un traumatisme durant son enfance, ce que Hitchcock présente à travers des techniques expressionnistes, comme un gros plan de Marnie colorié en rouge.
La leucophobie est la peur du blanc. Ce serait une crainte extrême d'avoir la peau pâle, que les sujets associeraient à la maladie ou, pour ceux qui croient au surnaturel, à un fantôme. Dans d'autres cas, la leucophobie est plus orientée vers la signification symbolique de la blancheur, par exemple chez les personnes qui associent la couleur blanche à la chasteté et qui y sont opposées ou la craignent.
Les partisans de l'usage de la couleur dans les beaux-arts ont stigmatisé leurs contraires par ce terme évoquant la maladie mentale à partir du dernier quart du XIXe siècle[réf. souhaitée].

## Règne animal
Le rejet de certaines couleurs peut présenter un avantage sélectif pour une espèce.
Une étude a montré que des nouveau-nés des tortues carette avaient une aversion pour les lumières jaunes, cette caractéristique devant leur permettre de s'orienter vers l'océan,. Le sauclet de Méditerranée Atherina hepsetus, a montré une aversion pour les objets rouges placés à côté d'un réservoir, alors qu'il inspectera des objets d'autres couleurs. Dans d'autres expériences, des oies ont pu être conditionnées pour rejeter des aliments d'une couleur particulière, mais la réaction n'a pas été observée avec de l'eau colorée.

## Société
Le terme chromophobe se rencontre, dans des sens dérivés, en relation avec les relations symboliques entre les couleurs et des groupes sociaux.

### Racisme
Les antiracistes, voyant que les lois de discrimination raciale visent les « personnes de couleur », appellent quelquefois ceux qui manifestent une aversion contre celles-ci « chromophobes », indiquant ainsi comme Edward Franklin Frazier qu'ils pensent qu'il s'agit d'une pathologie. Frederick Douglass a employé cet argument rhétorique en 1849 : « La description du delirium tremens par Gough ne serait pas déplacée pour décrire ceux que hante et afflige la colorophobie ». En France, Bataille analyse le racisme comme une forme d'« hétérophobie », soulignant le caractère  à la fois irrationnel et compulsif de cette interprétation de la différence d'apparence entre groupes humains.
Dans le roman Slumberland de Paul Beatty, leucophobie se réfère à du racisme dirigé contre les « blancs » par les personnes qui subissent en général la discrimination raciale.

### Arts
| |  |  |
| Le mythe du blanc manteau d'églises de Raoul Glaber, s'est développé plus d'un siècle après le vif débat ayant opposé « chromophiles » et « chromophobes ». Les chapiteaux, colonnes et murs dans l'église Saint-Austremoine d'Issoire, rehaussés d'une vive polychromie, donnent une bonne idée de ce que fut l'architecture romane polychrome. |  |  |

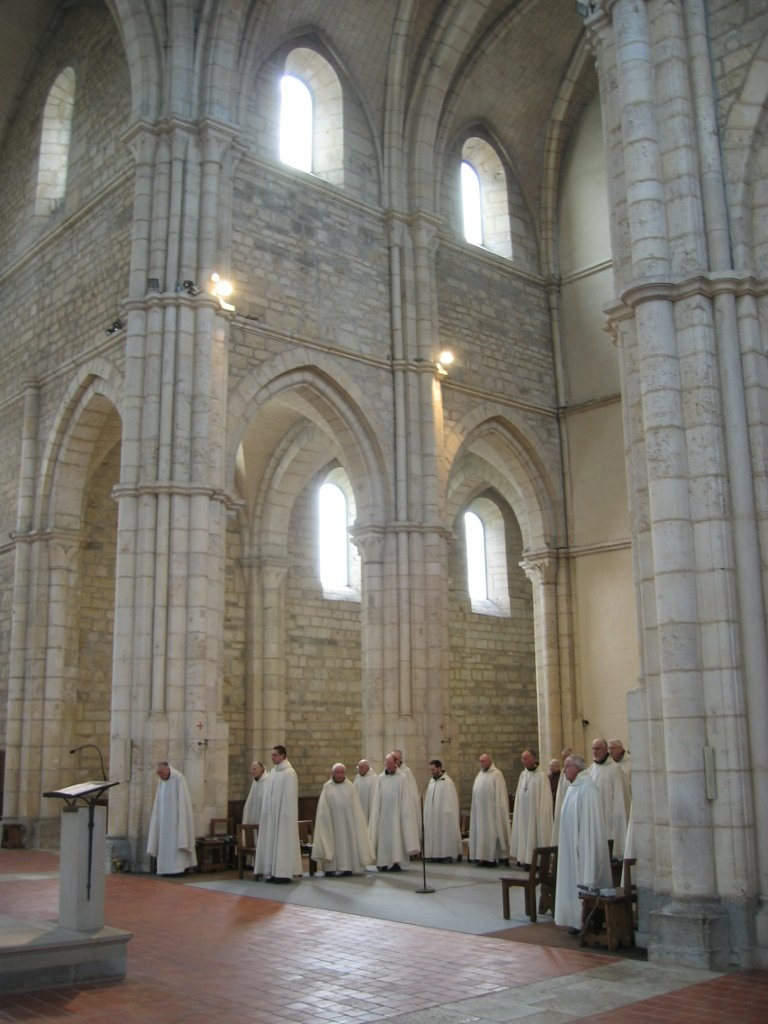
Abbaye cistercienne d'Acey : Bernard de Clairvaux, prélat chromophobe et chromoclaste selon Michel Pastoureau, préconise une architecture renonçant à la couleur mais faisant entrer la lumière.

Durant l'Antiquité et le Moyen Âge, l'usage des couleurs est un enjeu théologique au sein du christianisme. La couleur fait en effet l'objet de débats chez les Pères de l'Église, les théologiens et les prélats. Certains considèrent qu'elle est une matière, une simple enveloppe qui recouvre les objets, ce qui en fait un décor futile qui gaspille temps et argent. D'autres considèrent qu'elle est immatérielle, qu'elle représente une fraction de la lumière divine (et par là du Saint-Esprit), cette émanation de Dieu devant être incluse dans le culte. Michel Pastoureau caractérise comme « chromophobes » ceux qui comme Bernard de Clairvaux y sont hostiles et les bannissent de la décoration des lieux, livres, habits et ustensiles de culte. Les autres, « chromophiles » comme les clunisiens ou Suger, y sont favorables et promeuvent son usage. Jusqu'au XIIe siècle, on constate de vives oppositions entre ces deux positions qui se traduisent matériellement dans l'architecture monastique. L'église médiévale reste par contre le temple de la couleur, sur le modèle de la Jérusalem céleste dont les murailles resplendissent d'or et de pierreries. Ces positions se rapprochent à partir du milieu du XIVe siècle. « Ni la polychromie absolue ni la décoloration totale ne sont de mise. On préfère désormais les simples rehauts de couleurs, la dorure des seules lignes et arêtes, les effets de grisaille. Du moins en France et en Angleterre. Car dans les pays d'Empire (sauf aux Pays-Bas), en Pologne, en Bohême, en Italie et en Espagne, la couleur reste souvent omniprésente ».

La Réforme protestante au XVIe siècle s'inscrit dans une phase de polychromie déclinante et de coloration plus sobre, mais, dans la lignée d'ascèse artistique, est chromophobe. Les théologiens protestants (à l'exception de Luther plus nuancé) font une guerre aux couleurs. Le chromoclasme des Luthériens et surtout des Calvinistes (la chromoclastie ou le chromoclasme désignant la destruction des couleurs qui symbolisent la richesse ostentatoire) met en place un système de couleurs basé sur un axe noir-gris-blanc qui est favorisé par le nouvel ordre visuel de l'imprimé, typographique ou gravé (livres, images), c'est-à-dire une culture et un imaginaire en « noir et blanc », et dont la portée culturelle atteint la société de consommation actuelle (costumes sombres, voitures ou téléphones essentiellement blancs et noirs…).
L'opposition du dessin et de la couleur se retrouve dans les beaux-arts depuis plusieurs siècles. Les poussinistes, défendent la primauté du concept, de la structure, du dessin sur la couleur, qui, selon eux, fait appel à la sensualité, lors de la querelle du coloris à Paris au XVIIe siècle. Baudelaire réactive cette opposition au XIXe siècle pour défendre les coloristes comme Delacroix. Dans ces polémiques, les défenseurs de l'usage de la couleur ont sporadiquement imputé une chromophobie à leurs adversaires. Charles Garnier, à qui l'on reprochait les couleurs de l'Opéra de Paris, se défendit, selon le journaliste Breulier, par une « charge victorieuse contre la chromophobie ». L'invention de la photograpĥie en couleurs, avec les autochromes, a suscité une « hostilité de principe » de la part des partisans de la photographie en noir et blanc, qui assimilent le nouveau procédé au très décrié  chromo.
Les manuels d'utilisation de la couleur pour la marchandisation et les arts visuels rappellent la plupart du temps ces arguments sans citer le mot chromophobie, qui paraît hors de propos, la couleur dominant largement non seulement l'art, mais encore l'environnement urbain depuis le XXe siècle. L'artiste visuel David Batchelor (en) le reprend cependant, en étendant étend le concept de « chromophobia » à toutes les manifestations de limitation de la couleur. Selon lui, dans les arts en Occident, la couleur a souvent été traitée comme « un corps étranger, oriental, féminin, infantile, vulgaire et pathologique, ». Michael Taussig indique que l'aversion culturelle à la couleur remonte à un millénaire - Batchelor remonte à l'époque d'Aristote, qui privilégiait la ligne sur la couleur, et s'étend jusqu'à l'époque moderne, où certains concepteurs évitent l'emploi de la couleur dans les produits.